# Décès en juin 2010

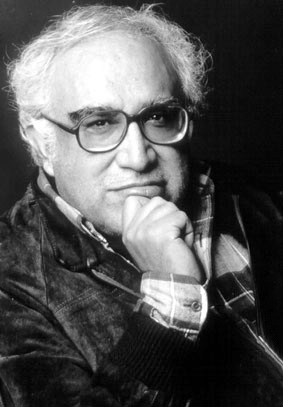
Carlos Monsiváis, écrivain mort le 19 juin 2010.

Décès
- 2006
- 2007
- 2008
- 2009
- 2010
- 2011
- 2012
- 2013
- 2014

Pour une information complémentaire, voir la page d'aide.

## Juin 2010
| Date     | Nom                    | Activités | Âge      | Source |
| -------- | ---------------------- | --- | -------- | ------ |
| 1er juin | Roger Manderscheid     | Écrivain luxembourgeois                                                                                      | 77       |        |
| 1er juin | Lobi Traoré            | Musicien et chanteur de blues malien                                                                         | 48 ou 49 |        |
| 1er juin | Andreï Voznessenski    | Poète russe, prix d'État de l'URSS en 1978                                                                   | 77       |        |
| 1er juin | Kazuo Ōno              | Danseur et chorégraphe japonais                                                                              | 103      |        |
| 2 juin   | Jules Arlanda          | Accordéoniste, compositeur, et chef d'orchestre réunionnais                                                  | 86       |        |
| 2 juin   | Antonio Parras         | Dessinateur de bande dessinée espagnol                                                                       | 81       |        |
| 2 juin   | Joseph Strick          | Réalisateur, producteur, scénariste et monteur américain                                                     | 86       |        |
| 2 juin   | Giuseppe Taddei        | Baryton italien                                                                                              | 93       |        |
| 3 juin   | Vladimir Arnold        | Mathématicien russe                                                                                          | 72       |        |
| 3 juin   | Rue McClanahan         | Actrice et productrice américaine, ayant jouée dans la série télévisée Les Craquantes                        | 76       |        |
| 3 juin   | Luigi Padovese         | Homme d'église italien, vicaire apostolique d'Anatolie de 2004 à sa mort                                     | 63       |        |
| 3 juin   | Hasan di Tiro          | Ex-chef rebelle indonésien, fondateur du Mouvement pour un Aceh libre                                        | 84       |        |
| 4 juin   | John Wooden            | Entraîneur de basket-ball américain                                                                          | 99       |        |
| 5 juin   | Dominique Blin         | Footballeur français                                                                                         | 58       |        |
| 6 juin   | Jean Cardon            | Footballeur français                                                                                         | 94       |        |
| 6 juin   | Roland Chenail         | Comédien canadien                                                                                            | 89       |        |
| 6 juin   | Marvin Isley           | Bassiste américain du groupe de R'n'B The Isley Brothers                                                     | 56       |        |
| 6 juin   | Paul Wunderlich        | Graveur, lithographe, peintre et sculpteur allemand                                                          | 83       |        |
| 7 juin   | Stuart Cable           | Batteur gallois. Ancien batteur du groupe Stereophonics                                                      | 40       |        |
| 8 juin   | Andréas Voutsinás      | Acteur, metteur en scène de théâtre et professeur d'art dramatique grec.                                     | 77       |        |
| 9 juin   | Bobby Kromm            | Entraîneur canadien de hockey sur glace.                                                                     | 82       |        |
| 9 juin   | Marina Semenova        | Danseuse russe.                                                                                              | 101      |        |
| 10 juin  | Ginette Garcin         | Actrice française ayant jouée dans la série télévisée Famille d'accueil.                                     | 82       |        |
| 10 juin  | Ferdinand Oyono        | Diplomate, homme politique et écrivain camerounais.                                                          | 80       |        |
| 11 juin  | Henri Cuq              | Homme politique français, ministre délégué aux Relations avec le Parlement de 2004 à 2007.                   | 68       |        |
| 11 juin  | Jean Fréour            | Sculpteur français.                                                                                          | 90       |        |
| 11 juin  | Salah M’zili           | Ministre marocain de l'agriculture et des transports.                                                        | 80       |        |
| 11 juin  | Sigmar Polke           | Photographe et peintre allemand.                                                                             | 69       |        |
| 11 juin  | Martine Sarcey         | Comédienne française.                                                                                        | 81       |        |
| 12 juin  | Daisy D'ora            | Miss Allemagne 1931                                                                                          | 97       | (de)   |
| 12 juin  | Fouat Mansourov        | Chef d'orchestre russe.                                                                                      | 82       |        |
| 12 juin  | Al Williamson          | Dessinateur de bande dessinée américain.                                                                     | 79       |        |
| 13 juin  | Combo Ayouba           | Militaire comorien.                                                                                          | 56 ou 57 |        |
| 13 juin  | Jimmy Dean             | Chanteur de country et acteur américain.                                                                     | 81       |        |
| 13 juin  | Marcel Schwander       | Journaliste, écrivain et traducteur suisse.                                                                  | 80       |        |
| 15 juin  | Bekim Fehmiu           | Acteur yougoslave ayant joué dans le film J'ai même rencontré des tziganes heureux et dans L'Odyssée.        | 74       |        |
| 16 juin  | Marc Bazin             | Homme politique haïtien, premier ministre d'Haïti de 1992 à 1993.                                            | 78       |        |
| 16 juin  | Maureen Forrester      | Contralto canadienne.                                                                                        | 79       |        |
| 16 juin  | Amedeo Guillet         | Militaire italien.                                                                                           | 101      |        |
| 16 juin  | Ronald Neame           | Réalisateur, producteur et scénariste britannique.                                                           | 99       |        |
| 16 juin  | Garry Shider           | Guitariste américain du groupe Funkadelic.                                                                   | 56       |        |
| 17 juin  | Sebastian Horsley      | Artiste anglais.                                                                                             | 47       |        |
| 17 juin  | Andy Ripley            | Joueur international anglais de rugby à XV.                                                                  | 62       |        |
| 18 juin  | Trent Acid             | Catcheur américain.                                                                                          | 29       |        |
| 18 juin  | Marcel Bigeard         | Général français ayant participé à la Seconde Guerre mondiale, la guerre d'Indochine et la guerre d'Algérie. | 94       |        |
| 18 juin  | Bogdan Bogdanović      | Architecte et homme politique serbe.                                                                         | 87       |        |
| 18 juin  | Tom Nicon              | Mannequin français                                                                                           | 22       |        |
| 18 juin  | José Saramago          | Écrivain et journaliste portugais, prix Nobel de littérature en 1998.                                        | 87       |        |
| 19 juin  | Manute Bol             | Joueur de basket-ball soudanais.                                                                             | 47       |        |
| 19 juin  | Carlos Monsiváis       | Écrivain, essayiste, journaliste, scénariste, acteur et critique de cinéma mexicain.                         | 72       |        |
| 20 juin  | Michel Malinovsky      | Navigateur français.                                                                                         | 69       |        |
| 20 juin  | Roberto Rosato         | Footballeur italien.                                                                                         | 66       |        |
| 20 juin  | Harry Whittington      | Paléontologue britannique.                                                                                   | 94       |        |
| 21 juin  | Jesús Álvarez Amaya    | Peintre et graveur mexicain.                                                                                 | 84       | (es)   |
| 22 juin  | Francesco Orlando      | Critique littéraire, essayiste et universitaire italien.                                                     | 75       | (it)   |
| 23 juin  | Pavel Lioubimov        | Acteur russe.                                                                                                | 72       |        |
| 23 juin  | Mohamed Mzali          | Homme politique tunisien, Premier ministre de 1980 à 1986.                                                   | 84       |        |
| 24 juin  | Fred Anderson          | Saxophoniste de jazz américain                                                                               | 81       |        |
| 24 juin  | Francis Dreyfus        | Producteur de musique français.                                                                              | 70       |        |
| 24 juin  | Pete Quaife            | Musicien britannique, ex-The Kinks.                                                                          | 66       |        |
| 24 juin  | Jean-Léonard Rugambage | Journaliste rwandais, assassiné                                                                              | ?        |        |
| 25 juin  | Wu Guanzhong           | Peintre chinois contemporain                                                                                 | 90       |        |
| 26 juin  | Algirdas Brazauskas    | Président de la Lituanie de 1993 à 1998 et Premier ministre de 2001 à 2006                                   | 77       |        |
| 26 juin  | Adam Zielinski         | Écrivain austro-polonais                                                                                     | 82       |        |
| 27 juin  | Corey Allen            | Acteur, réalisateur, scénariste et producteur américain                                                      | 75       |        |
| 27 juin  | Claude Robin           | Footballeur français                                                                                         | 69       |        |
| 28 juin  | Robert Byrd            | Homme politique américain                                                                                    | 92       |        |
| 28 juin  | Nicolas Hayek          | Industriel suisse, inventeur de la montre Swatch et de la voiture Smart                                      | 82       |        |
| 28 juin  | Willie Huber           | Joueur de hockey sur glace canadien                                                                          | 52       |        |
| 28 juin  | Louis Moyroud          | Imprimeur français, co-inventeur de la photocomposition                                                      | 96       |        |
| 29 juin  | Michael Kirkham        | Combattant de MMA                                                                                            | 30       |        |
| 30 juin  | Bruno Côté             | Peintre québécois contemporain                                                                               | 69       |        |
| 30 juin  | Elliott Kastner        | Agent artistique et producteur américain                                                                     | 80       |        |